# بز کوهی نیلگیری
بز کوهی نیلگیری (نام علمی: Hemitragus hylocrius) نام یک گونه از زیرخانواده بزسانان است.